# Jorge Carrera Andrade

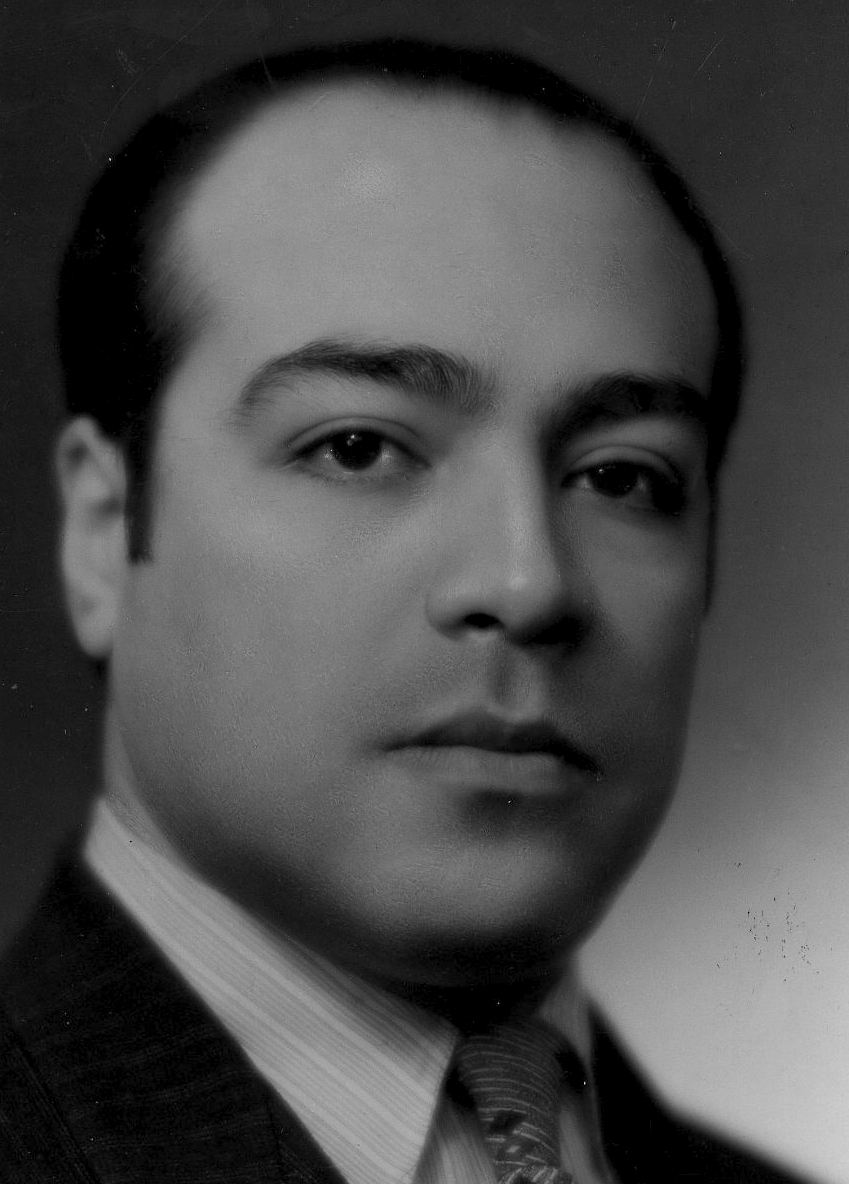
Jorge Carrera Andrade

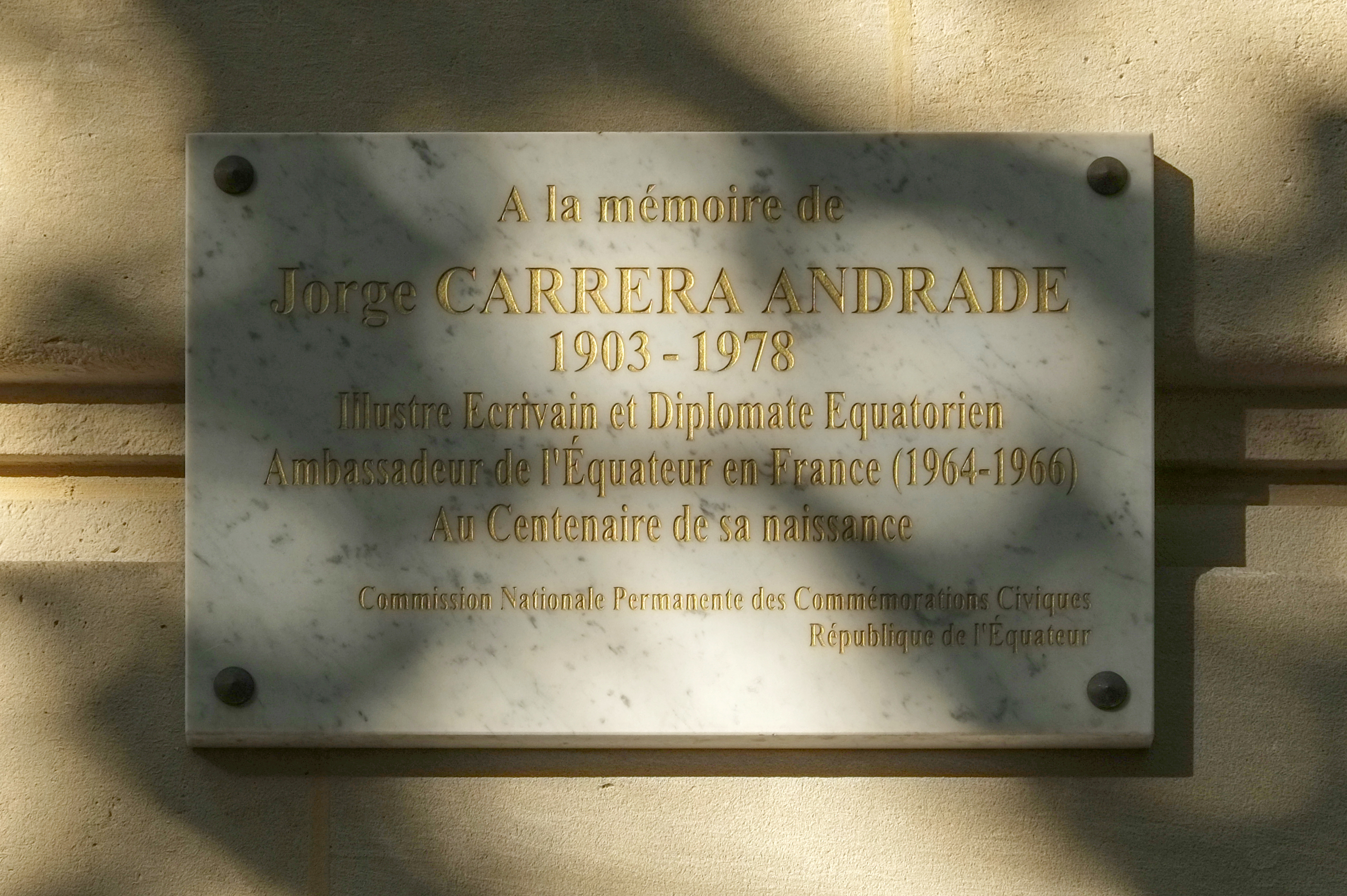
Targa commemorativa di Andrade a Parigi

Jorge Carrera Andrade (Quito, 18 settembre 1902 – Quito, 9 novembre 1978) è stato un poeta, storico e diplomatico ecuadoriano, considerato uno dei più originali poeti dell'America spagnola contemporanea.

## Biografia
Grazie alla sua attività di diplomatico ha soggiornato in tutto il mondo, a cominciare dal 1928 quando si trasferì per la prima volta in Europa.
È stato console in Perù, Francia, Giappone, Stati Uniti. Nel prosieguo della sua carriera è diventato ambasciatore in Venezuela, Gran Bretagna, Nicaragua, Francia, Belgio, e Paesi Bassi. Ha assunto anche l'incarico di Segretario di Stato in Ecuador.
Poliglotta, colto e studioso di antropologia culturale e di storia americana, coltivò sin da giovane la sua principale passione: la poesia.
La sua prima raccolta, El estanque inefable risalì al 1922, mostrando una mescolanza di elementi romantici e simbolisti europei, francesi in particolar modo, modernisti europei ed americani.
Nelle opere successive, La guirnalda del silencio del 1926 e Boletines de mar y tierra del 1930, Carrera si accostò ai modelli di avanguardia al punto da venir definito "poeta indofuturista".
Nei decenni seguenti, Carrera espresse una sua visione poetica sempre più personale e ampia, intrisa dall'anelito di cogliere l'universo nella sua interezza. Questa fu la spinta propulsiva e la vena creative di Rol de la manzana del 1932, La hora de las ventanas iluminadas del 1938, Microgramas del 1940, El visitante niebla 1947, Dictado por el agua del 1951, Familia de la noche del 1953 e Hombre planetario del 1960.
L'opera Poemas como la vida del 1962 rappresentò uno dei momenti più alti della lirica creativa di Carrera, grazie all'orchestrazione di colori, suoni, immagini, volti, emozioni e cose, tutte trasfigurate in un'atmosfera magica. In questa perenne riscoperta del cosmo svincolata da regole, norme, codici di movimenti o di scuole, risiede uno dei punti di forza della espressività libera di Carrera.
Durante la sua permanenza negli Stati Uniti, Carrera ebbe l'occasione di imbastire relazioni con il mondo letterario statunitense, tra le quali emerse in particolare modo la sua collaborazione con Muna Lee, che tradusse la raccolta di poesie intitolata Secret Country, pubblicata nel 1946.
I suoi lavori sono stati analizzati, osservati da vari critici e letterati come John Malcolm Brinnin, H.R. Hays, Archibald MacLeish, Carl Sandburg, William Jay Smith e William Carlos Williams; inoltre le sue raccolte meritarono traduzioni in diverse lingue, quali il francese, l'inglese, l'italiano e il tedesco e si diffusero pressoché in tutto il mondo.
Intorno agli anni sessanta rappresentò la sua nazione presso l'UNESCO.
Nel 1972 venne pubblicata la raccolta Obra poetica completa, un'antologia comprendente tutto il suo lavoro precedente.
Oltre alla liriche, Carrera ha pubblicato libri di saggistica, di storia (La tierra sempre verde, 1955) e una autobiografia intitolata, El volcan y el colibri (Il vulvano ed il colibrì).
Una volta esaurita la carriera di diplomatico, nel 1969, Carrera intraprese quella di docente universitario presso la SUNY Stony Brook, a Long Island.
Trascorse gli ultimi anni di vita nella sua città nativa, occupandosi della gestione della National Library of Ecuador.
Durante e dopo la sua vita il suo lavoro è stato a lungo paragonato a quello di Borges, Neruda, Paz e Vallejo, ottenendo il riconoscimento di aver sviluppato uno dei temi lirici più interessanti nel XX secolo in Sudamerica.
L'anno 2002 è coinciso con il centenario della nascita di Carrera e quindi gruppi di intellettuali ecuadoriani hanno celebrato la vita e le opere di Carrera in varie manifestazioni.

## Opere principali
- Estanque Inefable, 1922
- La guirnalda del silencio, 1926
- Boletines de mar y tierra (con una prefazione di Gabriela Mistral), 1930
- Latitudes, 1934
- El tiempo manual, 1935
- Biografía para uso de los pájaros, 1937
- Microgramas, 1940
- Mirador Terrestre
- La República del Ecuador, encrucijada de América
- Lugar de Origen 1945
- El visitante de niebla y otros poemas
- Rostros y climas, 1948
- Familia de la Noche
- La Tierra Siempre Verde, 1955
- Viajes por países y libros, 1961
- Antología poética de Pierre Valéry (traduzione)
- Poesía Francesa Contemporánea (traduzione)